# Sahibganj
Sahibganj ist eine Stadt im indischen Bundesstaat Jharkhand. Die Stadt ist die nördlichste in Jharkhand und liegt Nahe der Grenze zu Bihar.
Die Stadt ist Hauptort des gleichnamigen Distrikt Sahibganj. Godda wird als ein Nagar Parishad verwaltet. Die Stadt ist in 28 Wards (Wahlkreise) gegliedert.

## Demografie
Die Einwohnerzahl der Stadt liegt laut der Volkszählung von 2011 bei 88.214. Sahibganj hat ein Geschlechterverhältnis von 899 Frauen pro 1000 Männer und damit einen für Indien üblichen Männerüberschuss. Die Alphabetisierungsrate lag bei 79,2 % im Jahr 2011. Knapp 82 % der Bevölkerung sind Hindus, ca. 17 % sind Muslime und ca. 1 % gehören einer anderen oder keiner Religion an. 13,9 % der Bevölkerung sind Kinder unter 6 Jahren.

## Infrastruktur
Die Stadt ist über einen Bahnhof mit dem Rest des Landes verbunden. Die Stadt liegt außerdem an der historischen Grand Trunk Road.